# Marczali László
Marczali László (Budapest, 1948. május 8. –) magyar operatőr, rendező, párbajtőr bajnok. Több magyar bajnokságot nyert, megnyerte a válogatókat, a magyar bajnokságot, a budapesti nemzetközi versenyt. Érmeket nyert a veterán vívótalálkozókon is.

## Élete
Marczali László és Árvay Rozália gyermekeként született. Féltestvére, Sákovicsné Dömölky Lídia aki 1955-ben felnőtt világbajnok, később olimpiai bajnok lett.
1962–1966 között a Toldy Ferenc Gimnázium diákja volt. 1966–1968 között fényképész szakmunkás iskolát végzett. 1974–1979 között a Színház- és Filmművészeti Főiskola hallgatója volt.
1963–1983 között aktív sportoló volt. Párbajtőr magyar bajnok. 14 évesen kezdett vívni, és 16 évesen már első osztályú párbajtőröző volt. Harmincnégy éves koráig vívott, végig első osztályban. Veteránként is komoly eredményeket ért el. 2014-ben tért vissza a veterán víváshoz, Szentendrén. 
Már ebben az évben bekerült a veterán válogatottba, és Európa bajnoki aranyat nyertek. Kezdetben a hatvan felettiek és most már a hetven felettiek között versenyzik. Több magyar bajnokságot nyert, megnyerte a válogatókat, a magyar bajnokságot, a budapesti nemzetközi versenyt.
1966–1996 között a Magyar Televíziónál segédoperatőr, kameraman, operatőr volt. 1983–1997 között a Szféra Kft. munkatársa volt. 1987–1990 között a Telehír szerkesztőbizottsági elnökeként működött. 1991–1998 között a Magyar Televízió külsős rendezőjeként valamint operatőreként dolgozott. 1997 óta a Magyar Országgyűlési Hivatala Tévéstúdió Telekommunikációs Főosztályának vezető főtanácsosa.
30 évet töltött a televízióban, több mint harminc tévéjáték, tévéfilm operatőre volt, például a Szeszélyes évszakok című műsornak, melynek 10 évig volt operatőre, rendezője, ha kellett, szereplője.

## Magánélete
1985-ben Bay Éva bemondóval kötött házasságot. Két fia született Marczali Lászlónak: Marczali Tamás (1979, az első házasságából) és Marczali László (1985, a Bay Évával kötött házasságából).

## Filmjei
- Zenés Tv színház (1974)
- Kezdők (1978)
- Az erőd (1979) (színész)
- Ítélet előtt (1979-1980)
- Messziről jött ember (1979)
- A persely, avagy egy görbe nap Budapesten (1979)
- Márton (1979)
- Három dobás, hat forint (1980)
- Tüzet viszek (1980)
- Bolgár színházi képeslap (1980)
- Telepohár (1981)
- A kör négyszögesítése (1981)
- Látogatóba Illés Endrénél (1981)
- Istenek és szerelmesek (1981)
- Batthyányi Lajos vértanúsága (1986)
- Pázmány Péter (1986)
- Isten akaratából (1987)
- Váljunk el! (1988)
- Iphigeneia Auliszban (1989)
- Szonatina egy páváért (1990)

## Fesztiváldíjas munkája
- Telepohár – kabaré, szerk.: Farkasházy Tivadar, rend.: Verebes István, a Veszprémi TV Fesztivál – szórakoztató kategória fődíja (1981)